# Fritz Dannapfel
Fritz Dannapfel (* 19. November 1900 in Gelsenkirchen; † 6. Januar 1972) war ein deutscher Verwaltungsangestellter/-beamter und nach der Befreiung 1945 kurzzeitig Landrat des Kreises Arnsberg.

## Leben
Er war gelernter Industriekaufmann und war seit 1923 Angestellter bei der Bezirksregierung Arnsberg. Weil er sich im Reichsbanner Schwarz-Rot-Gold engagierte und auch Mitglied der SPD war, wurde er von der neuen nationalsozialistischen Regierung 1933 auf Grund des Gesetzes zur Wiederherstellung des Berufsbeamtentums entlassen.
Unmittelbar nach der Befreiung der Stadt Arnsberg im April 1945 gehörte er einem von den Amerikanern eingesetzten Bürgerausschuss an. Bei der Übernahme der Stadt durch die Briten gab es keinen Bürgermeister. Dannapfel verhandelte mit Oberstleutnant Reckitt als Vorsitzender des Bürgerausschusses. Er erschien den Briten als einzige Autoritätsperson. Als politisch Unbelasteter wurde er zum Landrat des Kreises Arnsberg ernannt. Er empfahl den ihm bekannten Fritz Fries mit Erfolg als Regierungspräsidenten. Auch mit seinem Vorschlag, Adolf Cosack zum Präsidenten der Handelskammer zu machen, hatte er Erfolg.
Auf eigenen Wunsch schied er bereits im August des Jahres wieder aus, weil er zum Oberregierungsrat der Bezirksregierung Arnsberg ernannt worden war.
Er war zeitweise Mitglied im Vorstand des Arnsberger Heimatbundes und wurde 1964 Senator der Arnsberger Karnevalsgesellschaft Klakag. Ihm wurde 1967 das Bundesverdienstkreuz am Bande verliehen.